# Madonna Dreyfus
La Virgen de la granada, también conocida como la Madonna Dreyfus, es una pequeña pintura al óleo del renacimiento italiano, ubicada en la Galería Nacional de Arte de Washington D. C.
No hay consenso sobre el autor de la obra, entre los que se especulan Leonardo da Vinci, Verrocchio o Lorenzo di Credi. Para la mayoría de los críticos, la anatomía del niño Jesús es tan pobre que desanima una posible atribución a Leonardo, mientras que otros creen que es un trabajo de su juventud.[cita requerida]
Esta atribución fue hecha por Wilhelm Suida, en 1929. Otros historiadores de arte, como Shearman y Morelli lo atribuyen a Verrocchio. Daniel Arasse (1997) considera esta pintura como un trabajo de juventud de Leonardo.